# Gustav Mahler Privatuniversität für Musik

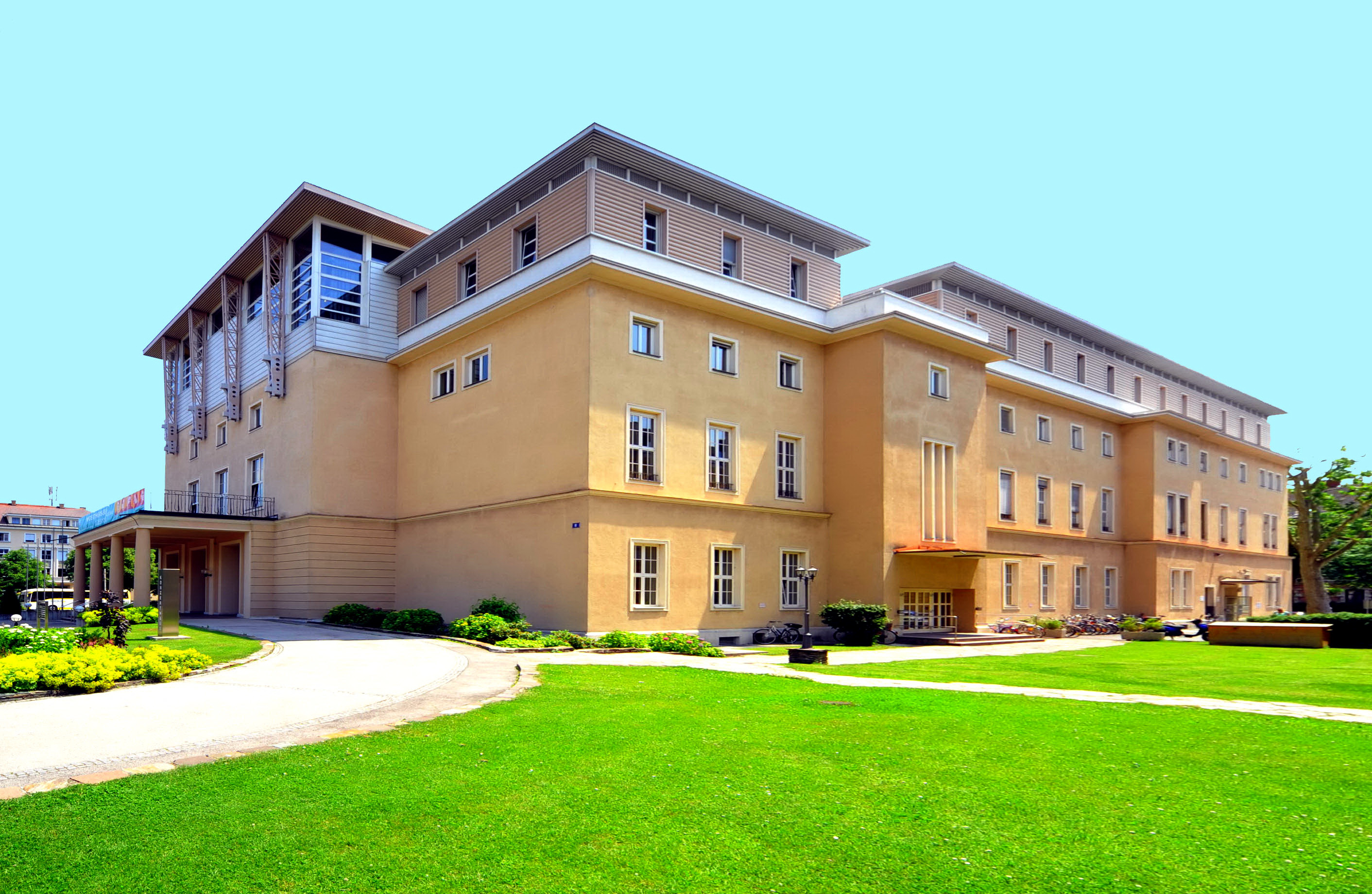
Konzerthaus und Gustav Mahler Privatuniversität für Musik in der Mießtalerstraße 8

Die Gustav Mahler Privatuniversität für Musik ist eine private Hochschule in Klagenfurt in Österreich. Sie ist aus dem ehemaligen Kärntner Landeskonservatorium mit seiner langen Musikausbildungstradition hervorgegangen. Die Akkreditierung zur Gustav Mahler Privatuniversität für Musik erfolgte am 24. Juni 2019, und nach einem erfolgreichen Studienbeginn (1. Oktober 2019) wurde sie am 22. November 2019 feierlich eröffnet.

## Lehr- und Studienangebote
Als zentrale künstlerische Fächer werden in künstlerischen oder künstlerisch-pädagogischen Studiengängen Dirigieren, Komposition, klassische Orchesterinstrumente, klassischer Gesang sowie Unterricht in den Genres Jazz, Pop, Volksmusik und Elementare Musikpädagogik angeboten. In den ordentlichen Studien werden Bachelor- und Master-Abschlüsse vergeben. In Kooperation mit der Pädagogischen Hochschule Kärnten und der Kunstuniversität Graz werden Lehramtsstudien für Musik (ME/IME) angeboten.